# André Nox
André Nox (* 14. November 1869 als Abraham André Nonnes-Lopes in Paris; † 25. Februar 1946 in Fouesnant, Frankreich) war ein französischer Filmschauspieler mit Ausflügen zum späten deutschen Stummfilm.

## Leben und Wirken

### Die frühen Jahre
Der Sohn von David Adrien Nonnes-Lopes und Valentine da Porto-Riche hatte nach eigener Aussage zunächst einen komplett anderen Lebensweg als den eines Künstlers eingeschlagen. In einem 1924 in Österreichs "Der Filmbote" veröffentlichten Artikel heißt es, er habe im Alter von zehn Jahren das Gymnasium besucht und musste selbiges sechs Jahre darauf wieder verlassen, weil er wegen eines Mädchens einen Mitschüler zum Duell herausgefordert habe. Heimatlos geworden, habe er sich in einer Stadt eine Arbeit als Fabrikarbeiter gesucht. Nach Jahrzehnten in der Fabrik wollen er und einige seiner Kollegen eine Laienaufführung eines Theaterstücks auf die Beine gestellt haben, die erstmals Nox’ Interesse an der Schauspielkunst offenbart haben soll. Bereits in den Dreißigern befindlich, habe der Fabrikdirektor Nox an einen Theaterdirektor weiterempfohlen, der ihm angeboten haben will, ihn zum Bühnenschauspieler auszubilden. Nox soll laut dieser Schilderung dieses Angebot ausgeschlagen haben und stattdessen lieber wieder in die Fabrikhallen zurückgekehrt sein. Erst als sich die Chance ergeben habe, beim Film, der sich zu dieser Zeit noch in den Kinderschuhen befand, unterzukommen, will Nox zugegriffen haben: “Aus zwingender, seelischer Notwendigkeit heraus stellt er sich dieser jungen Kunst zur Verfügung.” Hier machte sich der bereits im fortgeschrittenen Alter befindliche André Nox einen Namen mit der Darstellung gemarterter Persönlichkeiten und gequälter Intellektueller.

### Wechsel zum Film und Arbeit in Deutschland
Mit 47 Jahren gab er inmitten des Ersten Weltkriegs seinen Einstand vor der Kamera. Zunächst nur von mäßig bekannten Regisseuren vor die Kamera geholt, sollte sich dies nach Kriegsende ändern, als Nox nunmehr auch mit bedeutenden Repräsentanten der Kinematographie, darunter Marcel L’Herbier, Germaine Dulac, Léonce Perret sowie den beiden Exilrussen Victor Tourjansky und Jakow Protasanow zusammenarbeitete. Schon frühzeitig wurde man im deutschsprachigen Raum auf den Pariser Künstler aufmerksam. In der Wiener Neuen Kino-Rundschau beispielsweise hieß es 1920 zu Nox’ Leistung in dem Film Das wahre Gesicht, wo er einen Maler verkörpert, der in die Seelen seiner Mitmenschen blicken kann: “Aus einer Monumentalfigur heraus entwickelt sich die Handlung zu hochdramatischer Wucht und Stärke, hervorgerufen durch das exzeptionelle Spiel des Trägers der Hauptrolle André Nox. Das ist eine wohldurchdachte, große künstlerische Leistung.” 1927 wurde Nox für vier Filme nach Deutschland geholt: In Franz Seitzens gleichnamiger Operettenverfilmung nach Leo Falls Der fidele Bauer wurde er mit der Rolle des Geheimrat von Grunow betraut, und in Robert Dinesens Drama Die Hölle der Jungfrauen erhielt der Franzose die Hauptrolle des knorrigen Gutsbesitzers Skuretzki. In beiden Filmen war Werner Krauß sein Spielpartner. Im selben Jahr hatte Nox in Das brennende Schiff seine Landsmännin Françoise Rosay zur Partnerin. Den Abschluss seiner „deutschen Phase“ bildete 1928 Carmine Gallones S.O.S. Schiff in Not, wo André Nox einen alternden Clown verkörperte. 

### Die späten Jahre
Wieder daheim in Frankreich, ließ man ihn im selben Jahr 1928 einen Kaplan in dem symbolhaften Völkerverständigungs- und Kriegsdrama Verdun, das Heldentum zweier Völker spielen. Zu Beginn des Tonfilmzeitalters noch gut beschäftigt, wurden die Rollen des greisen Künstlers im Lauf der Jahre immer kleiner. 1932 spielte Nox auch in der französischen Sprachfassung des tschechisch-österreichische Filmskandalons Ekstase. Im Jahr darauf wirkte Nox auch in der französischen Version von Kurt Bernhardts Der Tunnel mit. In Inszenierungen bedeutender Regisseure wie Abel Gance und Robert Wiene erhielt Nox nur noch recht kleine Rollen. Nunmehr wurde er oftmals als ebenso namenloser wie angesehener Vertreter der Gesellschaft (ein Marquis, ein Direktor, ein Präsident, ein Hotelier oder ein Bürgermeister) besetzt. Bei Kriegsausbruch 1939 zog sich André Nox aus dem Filmgeschäft zurück und verbrachte seinen Lebensabend an der bretonischen Küste.

## Filmografie
- 1916: Sous les phares
- 1917: Chacals
- 1917: La Fugitive
- 1917: Requins
- 1918: La Geôle
- 1918: Johannes, fils de Johannes
- 1918: Ruiné par l'ambition
- 1919: Âmes d'Orient
- 1920: Das wahre Gesicht (Le Penseur)
- 1920: Le Trésor de Kériolet
- 1921: Der Roman eines Arztes (L’ami des Montagnes)
- 1921: Das Verbrechen des Lord Saville (Le Crime de Lord Arthur Savile)
- 1921: Die sterbende Sonne (La Mort du soleil)
- 1922: Der Sinn des Todes (Le Sens de la mort)
- 1922: Le Quinzième Prélude de Chopin
- 1923: La Mendiante de Saint-Sulpice
- 1923: Vaterschaft (Paternité)
- 1924: Cousin Pons
- 1924: Liebessünden (Après l’amour)
- 1924: Graf Kostja (Le Comte Kostia)
- 1925: L'Orphelin du cirque
- 1925: Hagar, die Tänzerin (Le Puits de Jacob)
- 1926: Die Wiege Gottes (Le berceau de dieu)
- 1926: Le Criminel
- 1926: Lolotte, das Modell (La Femme nue)
- 1927: Der fidele Bauer
- 1927: Die Hölle der Jungfrauen
- 1927: Das brennende Schiff
- 1928: S.O.S. Schiff in Not
- 1928: Verdun, das Heldentum zweier Völker (Verdun, visions d’histoire)
- 1929: Das Recht des Stärkeren (La possession)
- 1929: Quand l'ombre descend
- 1930: Princes de la cravache
- 1931: Ceux du Viking
- 1931: Une histoire entre mille
- 1932: Extase
- 1933: Nackt wie Adam (Nu comme un ver)
- 1933: Le Tunnel
- 1934: Cessez le feu
- 1936: L'Appel du silence
- 1936: Beethovens große Liebe (Un grand amour de Beethoven)
- 1937: La Citadelle du silence
- 1937: J'accuse… !
- 1937: Eifersucht (Nuits de feu)
- 1938: Le Héros de la Marne
- 1938: Ultimatum
- 1939: La Brigade sauvage
- 1939: Cas de conscience